# Arcadia Lakes
Arcadia Lakes és una població dels Estats Units a l'estat de Carolina del Sud. Segons el cens del 2000 tenia 882 habitants.

## Demografia
Segons el cens del 2000, Arcadia Lakes tenia 882 habitants, 379 habitatges i 278 famílies. La densitat de població era de 654,9 habitants/km².
Dels 379 habitatges en un 24,8% hi vivien nens de menys de 18 anys, en un 66,8% hi vivien parelles casades, en un 4,7% dones solteres, i en un 26,6% no eren unitats familiars. En el 22,7% dels habitatges hi vivien persones soles el 10,8% de les quals corresponia a persones de 65 anys o més que vivien soles. El nombre mitjà de persones vivint en cada habitatge era de 2,33 i el nombre mitjà de persones que vivien en cada família era de 2,72.
Per edats la població es repartia de la següent manera: un 20,2% tenia menys de 18 anys, un 3,1% entre 18 i 24, un 18,5% entre 25 i 44, un 34,6% de 45 a 60 i un 23,7% 65 anys o més.
L'edat mediana era de 49 anys. Per cada 100 dones de 18 o més anys hi havia 89,2 homes.
La renda mediana per habitatge era de 66.382$ i la renda mediana per família de 79.179$. Els homes tenien una renda mediana de 56.125$ mentre que les dones 35.682$. La renda per capita de la població era de 37.762$. Entorn del 0,7% de les famílies i el 2,9% de la població estaven per davall del llindar de pobresa.

## Poblacions més properes
El següent diagrama mostra les poblacions més properes.